# سفارت عثمانی در فرانسه (۱۵۳۳)

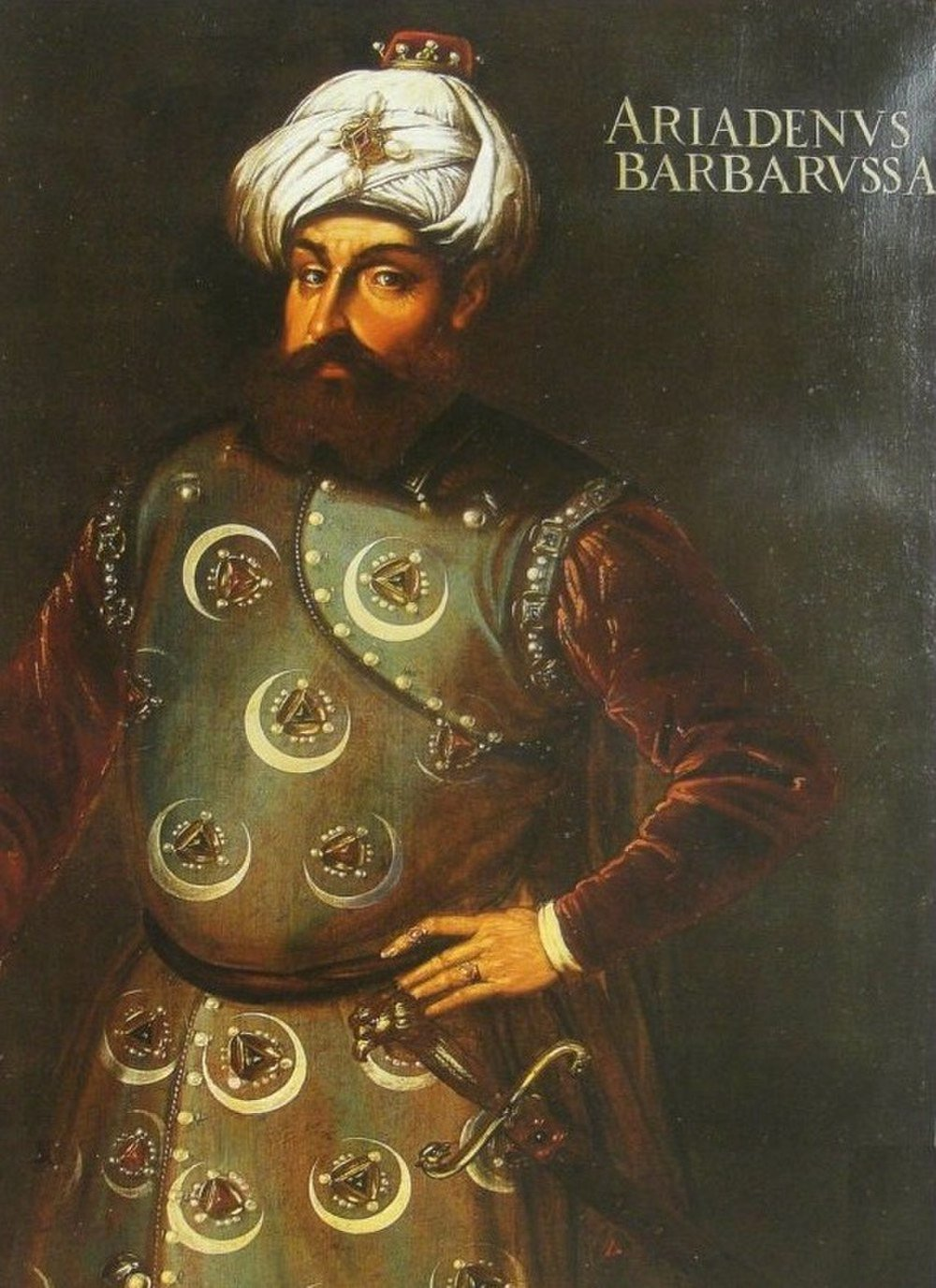
سفارت توسط بارباروس خیرالدین پاشا ارسال شده است.

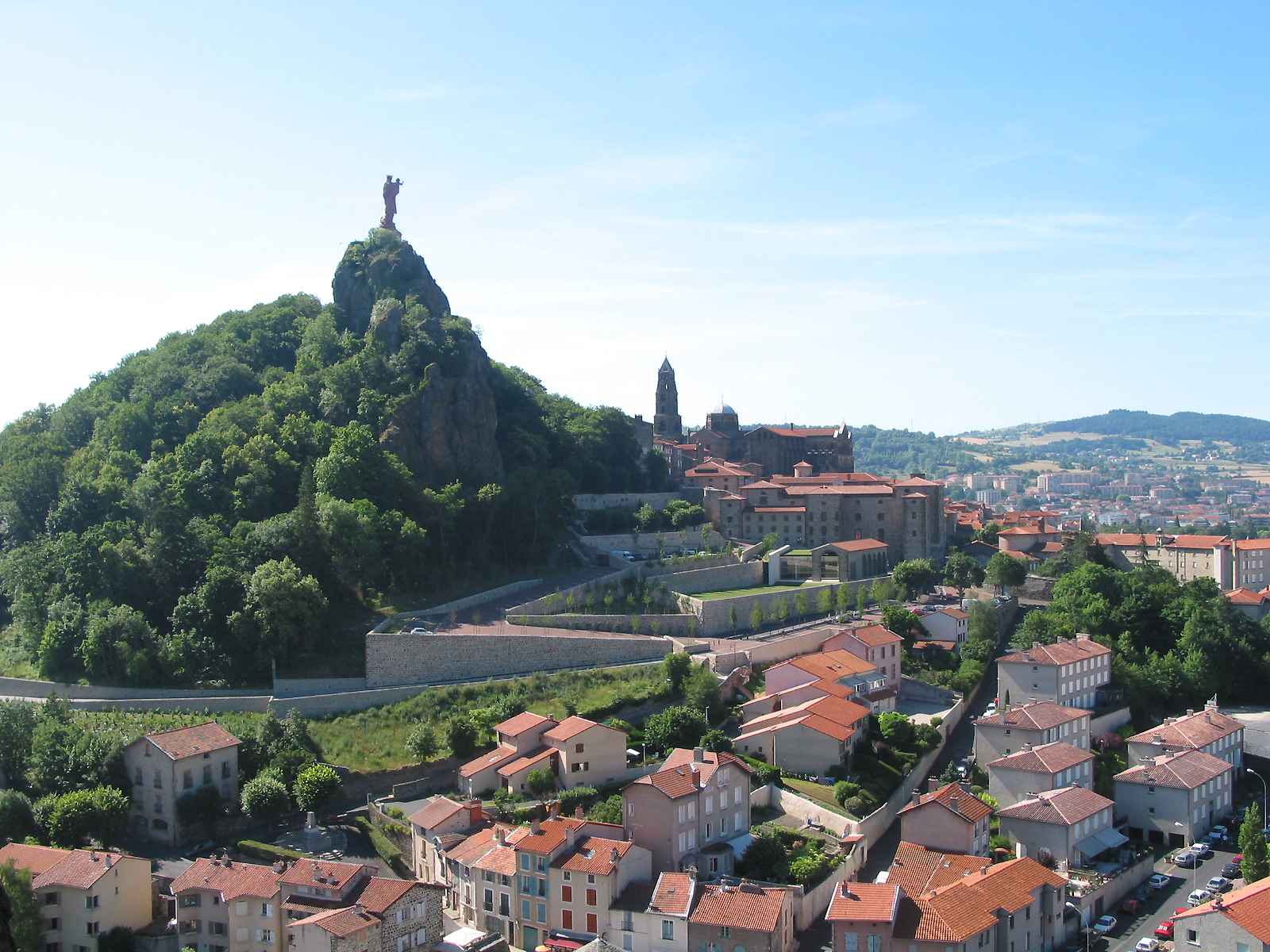
سفیر عثمانی برای دیدار با فرانسوای اول پادشاه فرانسه به لو پوی-آن-ولی سفر کرد

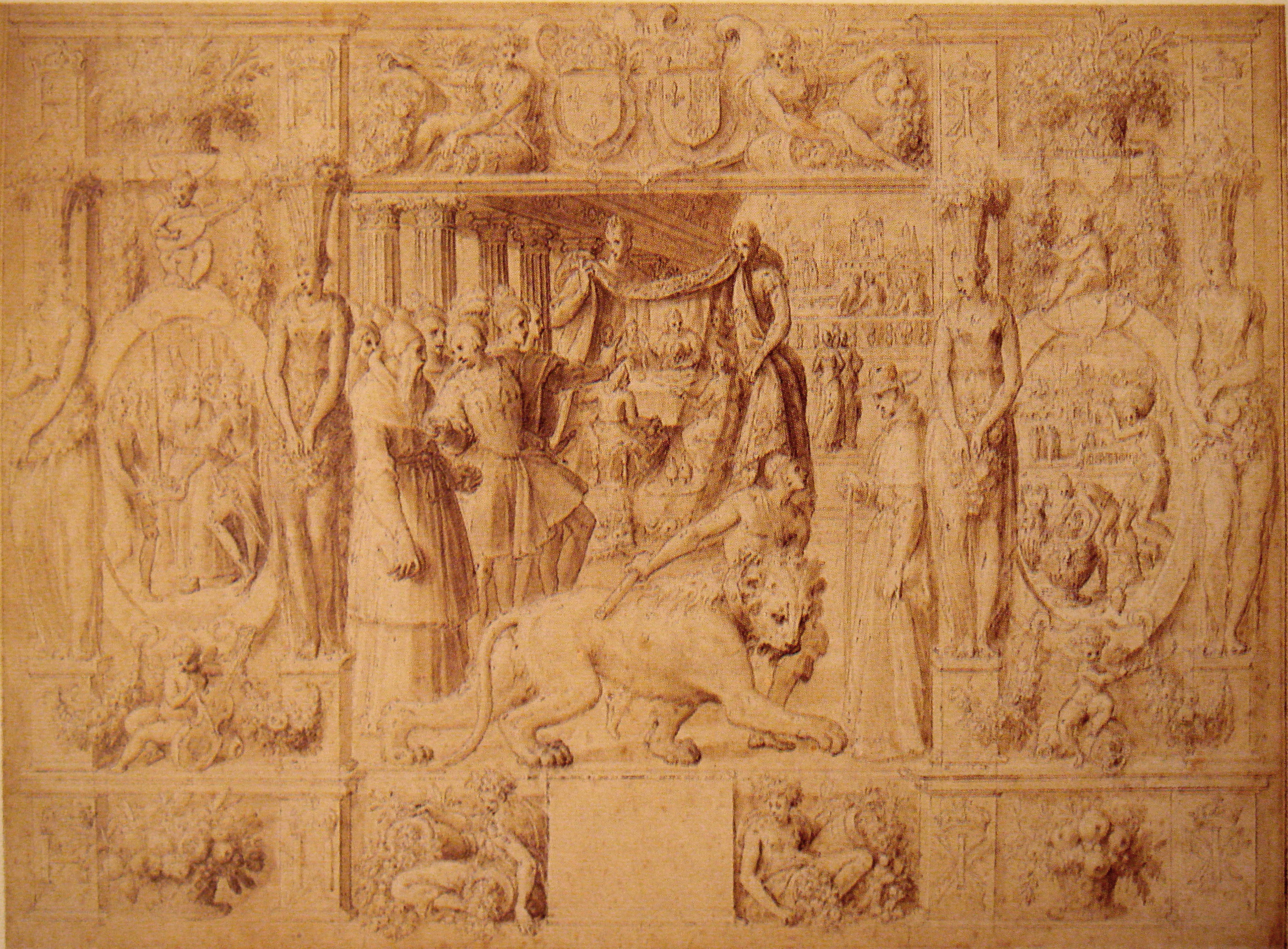
شیر بارباروسا اثر آنتوان کارون، در حدود سال 1562، شیری را که در زمان سفارت 1533 به فرانسوای اول داده شده بود، به تصویر کشیده.

در سال ۱۵۳۳ سفیر امپراتوری عثمانی به فرانسه توسط بارباروس خیرالدین پاشا، فرماندار الجزایر عثمانی، جانشین امپراتور عثمانی سلطان سلیمان اول فرستاده شد.
به عنوان هدیه دیپلماتیک، سفارت عثمانی "شیر معروف بارباروسا" و همچنین یکصد نفر از زندانیان مسیحی را تحویل فرانسه داد. سپس برای دیدار با پادشاه فرانسه فرانسوای اول به منطقه اوگرن رهسپار شدند. در راه سفیر فرانسه در بندر آنتونیو رینکن به آنها ملحق شد و سرانجام در ۱۶ ژوئیه ۱۵۳۳ برای ملاقات با پادشاه به لو پوی-آن-ولی رسیدند.